# Intendente (metrostation)
Intendente  is een metrostation aan de Groene lijn van de Metro van Lissabon. Het station is geopend op 28 september 1966. Op 7 maart 1977 zijn de verlengde perrons geopend.
Het is gelegen aan de kruising Avenida Almirante Reis en de Rue Andrade, in de buurt 'Intendente'.
Het originele architectuur plan (1966) is het werk van Portugese architect Dinis Gomes.
De Portuguese kunstenares Maria Keil is verantwoordelijk voor de betegelde kunst in het metrostation. Sommige critici zien haar werk in dit station als één der meest opmerkelijke tegel kunstwerken die voor de metropool is gemaakt in de periode 1957-1982.